# Kamel Abdesselam
Kamel Abdesselam (en kabyle : Kamal At Aεbeslam) (né le 11 octobre 1958 à Fort de l'eau, aujourd'hui Bordj El Kiffan en Algérie) est un joueur algérien de football, qui évoluait au poste d'ailier gauche et de milieu de terrain. Il a notamment brillé sous les couleurs de la Jeunesse sportive de Kabylie.

## Carrière

### Catégories de jeunes
Durant son enfance, Kamel Abdesselam passait beaucoup de temps à jouer dans son quartier "La Station" de Fort de l'eau.
En 1974, alors âgé de 16 ans, il entame sa carrière de footballeur en entrant chez les jeunes de l'équipe de sa commune natale du CRBK (Chabab Riadiate Bordj el Kiffan).

### En club
De 1976 à 1978, il continue d'évoluer au CR Bordj el Kiffan au poste d'ailier gauche avec l'équipe sénior.
En 1978, il choisira de prendre le chemin du football professionnel. Il est repéré par les dirigeants de la JS Kabylie et signe donc avec le club. En 13 années passées avec la Jeunesse sportive de Kabylie, alors surnommée « Jumbo Jet », Abdesselam passe d'ailier gauche à milieu récupérateur "axial" après le départ de Rachid Baris.
Sept fois champion d'Algérie et quatre fois vice-champion, avec un doublé champion d'Algérie-coupe d'Algérie en 1986.
Sur la scène internationale, Abdesselam est également l’un des très rares joueurs de la JS Kabylie à avoir gagné deux  Coupe d'Afrique des clubs champions en 1981 et 1990, et il remporte également avec son club la première édition de la Supercoupe de la CAF en 1982 à "Abidjan en battant l’Union de Douala aux tirs au but (4-3) après un match nul, un but partout."
Il est l'un des joueurs les plus titrés de la JSK avec 11 titres.
Sa riche carrière a été stoppée durant le match retour du quart de finale de la coupe d'Afrique des Clubs champions de 1990 contre le FC Léopards du Kenya. Durant cette rencontre, il se blesse (fracture du péroné suivi plus tard d'un arrachement des ligaments de la cheville) et ne parviendra jamais réellement à se remettre de sa blessure.

Lors d'une interview au journal Le Buteur le 24 novembre 2002 : 

« J'ai dû arrêté ma carrière en me blessant. Ce jour-là, j'étais loin d'imaginer que je venais de disputer le dernier match de ma carrière »

### Directeur sportif de la JS-Kabylie
Le 26 juillet 2020, il devient le nouveau directeur sportif du club JSK Jeunesse sportive de Kabylie.

## Palmarès
| - Coupe d'Afrique des clubs champions (2) : - Vainqueur : 1981 et 1990. - Supercoupe d'Afrique (1) : - Vainqueur : 1982. |  | - Champion d'Algérie (7) : - Champion : 1980, 1982, 1983, 1985, 1986, 1989 et 1990. - Vice-champion : 1978, 1979, 1981 et 1988. - Coupe d'Algérie (1) : - Vainqueur : 1986. - Finaliste : 1979 et 1991. |